# Hockessin
Hockessin er en amerikansk by i New Castle County, i staten Delaware. Byen har 13.478(2020, 2020) indbyggere.